# Fasoula (Bezirk Paphos)
Fasoula (griechisch Φασούλα, türkisch Bağrıkara) ist eine Gemeinde im Bezirk Paphos in der Republik Zypern. Bei der Volkszählung im Jahr 2021 hatte sie 43 Einwohner.

## Name
Goodwin vermutet, dass der Name Fasoula zwar auf Griechisch und Türkisch „Bohnen“ bedeutet, das Dorf jedoch nach einem früheren Landbesitzer benannt wurde. 1958 nahmen die Zyperntürken den alternativen Namen Bağrıkara an, was so viel wie „geplagt“ oder „krank“ bedeutet.

## Lage und Umgebung

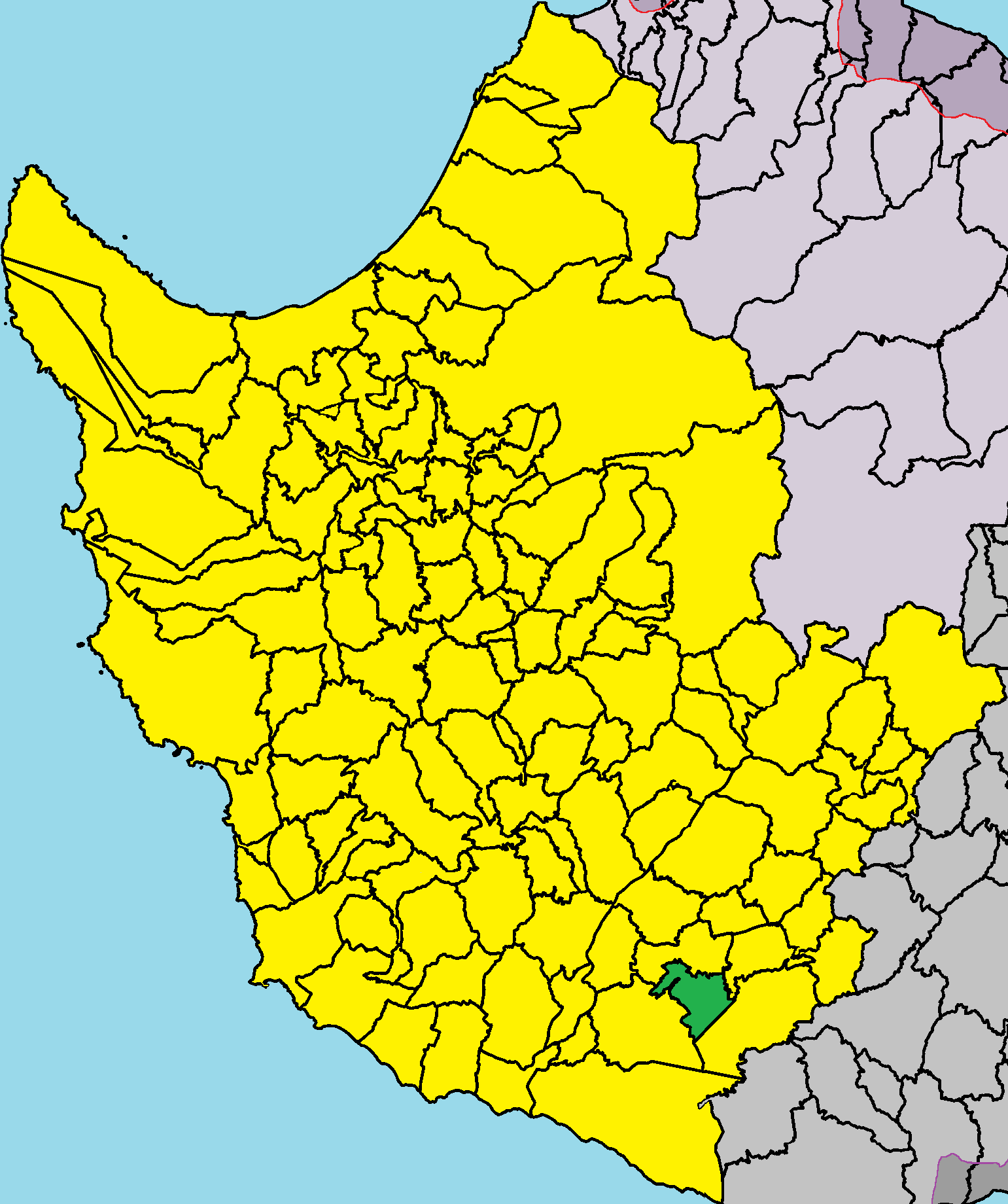
Lage im Bezirk Paphos

Fasoula liegt im Südwesten der Mittelmeerinsel Zypern auf einer Höhe von etwa 260 Metern, etwa 29 Kilometer östlich von Paphos, 64 Kilometer westlich von Limassol und 147 Kilometer südwestlich von Nikosia. Das 6,69151 Quadratkilometer große Dorf grenzt im Norden an Mamonia, im Osten an Maronas, im Osten und Süden an Pano Archimandrita und im Westen an Souskiou. Das Dorf kann über die Straße F616 erreicht werden.

## Geschichte
Das Erdbeben in Paphos im Jahr 1953 hat große Schäden verursacht. Deshalb wurde das Dorf an dem heutigen Ort, fast einen Kilometer von seinem ursprünglichen Standort entfernt, wieder aufgebaut. Zwischen 1963 und 1975 war es eine türkisch-zyprische Enklave und bildete zusammen mit Stavrokonnou die wichtigste türkisch-zyprische Hochburg der Region.

### Bevölkerungsentwicklung
Sie gehörten zu den Dörfern in Paphos, die sich 1974 weigerten, sich den griechisch-zyprischen Streitkräften zu ergeben. Am 7. September 1975 wurden allerdings die Zyperntürken schließlich mit der UNFICYP-Eskorte in den Nordteil der Insel gebracht.
Die folgende Tabelle zeigt die Bevölkerung des Dorfes, wie sie in den in Zypern durchgeführten Volkszählungen erfasst wurde.
| Jahr      | 1881 | 1891 | 1901 | 1911 | 1921 | 1931 | 1946 | 1960 | 1973 | 1976 | 1982 | 1992 | 2001 | 2011 | 2021 |
| Einwohner | 23   | 37   | 39   | 80   | 67   | 90   | 148  | 163  | 208  | 27   | 61   | 63   | 57   | 56   | 43   |